# 나리벡시티
나리벡시티는 대한민국 경기도 의정부시 금오동에 계획중인 도시다.

## 구성
- 아파트
  - 101동: 38층
  - 102동: 38층
  - 103동: 38층
  - 104동: 38층
- 오피스텔: 20층
- 업무용 건물: 12층

## 같이 보기
- 나리벡시티테마파크